# Еса де Кейрош
Жозе Мария Еса де Кейрош (25 ноември 1845, Повоа де Варшим – 1900, Париж) е смятан за един от най-значимите португалски писатели.
16-годишен отива да учи право в Университета на Коимбра. Завършва 1866. 1867 започва като адвокат в Лисабон. През 1869 г. по повод откриването на Суецкия канал отива в Близкия изток, което става източник на вдъхновение за няколко негови романа. През 1870 г. започва работа в кметството на Лейра, където завършва романа си Престъплението на отец Амаро, издаден през 1875 г. Преиздава същия роман във втора версия през 1876 г.
През 1872 г. започва работа като дипломат, служи като консул в Хавана, Нюкасъл (1874), Бристол (1878) и Париж (1888).
Пише с кратки изречения, със сарказъм. Много от главните му герои, въпреки добрите предпоставки, не успяват да постигнат нещо смислено в живота. Превеждан е на над 20 езика.
През 1900 умира от туберкулоза.
Паула Рего рисува серия от пастелни картини, вдъхновена от същия роман.

## Романи
- Престъплението на отец Амаро е филмиран през 2002 г. от Карлос Карера в Мексико. Гаел Гарсия Бернал играе отец Амаро, филмът предизвиква масови недоволства, няколко християнски организации изискват забраната му. През 2002 г. е награден с награда за най-добър чуждестранен филм.

- Градът и планините (1901 посмъртно), Любовно излияние към португалската природа. Млад едър португалски земевладелец живее разкъсан в цивилизацията на големия град (Париж). Под влияние на приятелия си от детинство, който го посещава, той отхвърля бремето на безкрайните градски съблазни и се завръща към корените си, хармония с природата.

Защото човек си мисли, че градът е основата на цялото му величие, а се оказва, че е само извор на нищетата му. Виж, Жасинту! В града човекът е загубил силата и хармоничната си красота на тялото си и се е превърнал в сухо и измършавяло или тлъсто и потънало в лой същест с меки като парцали кости, с трептящи като жици нерви, с очила, перуки, ченета от олово, без кръв, без плам, без жизненост, изкривено, прегърбено – същество, в което Бог, ужасен, трудно може да разпознае своя строен, здрав и благороден Адам! В града е свършила нравствената му свобода: всяка сутрин градът му налага някаква нужда, а всяка нужда го поставя в зависимост: ако е беден и подчинен, животът му е постоянно молене, умилкване. огъване, пълзене, обслужване, ако е благородник като Жасинту, обществото веднага го оплита в традиции, предписания, етикет, церемонии, практики, ритуали, функции, изискващи повече дисциплина, отколкото в затвор или в казарма!... А къде е спокойствието (също толкова високо, че Бог възнаграждава с него само светците), Жасинту? 